# مدارس مجتمعية (الولايات المتحدة)
يشير المصطلح «المدارس المجتمعية» إلى نوع من المدارس التي تمولها الحكومة في الولايات المتحدة وتقدم هذه المداس خدماتها باعتبارها مؤسسة تعليمية ومركزًا للحياة المجتمعية. وتعد المدرسة المجتمعية منطقة متوسطة وأيضًا مجموعة من الشراكات بين المدرسة والموارد المجتمعية الأخرى. ويثمر اهتمامها المتكامل بالمواد الأكاديمية وتنمية الشباب ودعم الأسرة وتقديم الخدمات الصحية والاجتماعية وتطوير المجتمع عن تحسين تعلم الطلاب وتعزيز دور الأسر وتحسين صحة المجتمعات. وباستخدام المدارس الحكومية كمحاور أساسية، تعمل المدارس المجتمعية على جمع شركاء كثيرين لتقديم كم من الدعم والفرص للأطفال والشباب والأسر والمجتمعات قبل فترة الدراسة وأثناءها وبعدها وأيضًا في عطلة نهاية الأسبوع.
ووفقًا لائتلاف المدارس المجتمعية وهو أحد فروع  والمدرسة المجتمعية عبارة عن «منطقة متوسطة وأيضًا مجموعة من الشراكات بين المدرسة والموارد المجتمعية الأخرى» يتركز اهتمامها المتكامل على المواد الأكاديمية والخدمات الصحية والاجتماعية والقيادة وإدارة المجتمع. والمدارس المجتمعية بوجه عام مدارس عامة أي حكومية وتمول من دفع الضرائب رغم اتباع كثير من المدارس الخاصة والدستورية نفس النموذج. وتتمثل إحدى الصعوبات التي واجهت الحركة في التنوع الهائل في المؤسسات التي تزعم أنها مدارس مجتمعية. هذا بالإضافة إلى أن الهيكل اللامركزي الذي يتميز به التعليم الأمريكي، قد أعاق الجهود الرامية إلى تحديد عدد المدارس المجتمعية الموجودة على الصعيد الوطني.
وقد لاقت الحركة زخمًا في منطقة شيكاغو حيث يعمل اتحاد المدارس المجتمعية على نشر النموذج عبر البنية التحتية للمدارس العامة. وبتعيين آرنيه دونكان (Arne Duncan) رئيس مجلس الإدارة السابق في مدارس شيكاغو الحكومية في منصب وزير التعليم أصبح مفهوم «المدرسة كمحور مجتمعي» جزءًا من أجندة التعليم الوطني. وفي الوقت الراهن تسعى كثير من المؤسسات الوطنية والمحلية والحكومية إلى بناء مدارس مجتمعية تنتشر في أنحاء المجتمع. من أبرز هذه المؤسسات غير الربحية تحالف المدارس المجتمعية والمجتمعات داخل المدارس ومدارس القرن الواحد والعشرين (مبادرة جامعة ييل) والرابطة الوطنية للتعليم المجتمعي وجمعية مساعدة الأطفال. وتقدم حكومة الولايات المتحدة (خلال مركز التعليم المجتمعي للقرن الواحد والعشرين) وغيرها من الحكومات دعمًا تمويليًا وسياسيًا لمبادرات المدارس المجتمعية.

## البحوث
أنشأت جامعات رائدة عديدة مراكز تهدف للبحث بشأن مثلث المجتمع والمدرسة والأسرة. كان التركيز الأساسي لمشروع هارفارد لبحث شؤون الأسرة «هو ربط الأسر والمدارس والمجتمعات لدعم النجاح بالمدرسة وبالحياة أيضًا.» ويدرس أيضًا معهد السياسات التعليمية والاجتماعية بجامعة نيويورك العلاقة بين هذه الروافد الثلاثة على تعلم الطلاب. ويسلط المركز الوطني للمدارس والمجتمعات التابع لجامعة فوردهام مزيد من الضوء على جودة التعليم بالنسبة لطلاب الأقليات وذوي الدخول المنخفضة. في جامعة جون هوبكينز، يعمل المركز المعني بشراكة المدرسة والأسرة والمجتمع على تقوية البحث الأكاديمي مع تقديم دلائل تحتوي على أفضل الممارسات وموارد ورش العمل للآباء والمعلمين والنشطاء.
وقد أوضحت المنح الدراسية التأثيرات الدقيقة لمثل هذه الشراكات على الأمور كافة بدءًا من معدلات التسرب الدراسي إلى نتائج الاختبارات القياسية. على سبيل المثال، وجدت دراسة أجريت عام 2003 على 82 مدرسة ابتدائية بالمريلاند بعد التحكم في المتغيرات الخارجية أن «درجة عمل المدارس للتغلب على التحديات التي تواجه مشاركة الأسرة والمجتمع حققت نسبًا أعلى للطلاب الذين حققوا مستويات مُرضية أو تجاوزوها باختبارات التحصيل الحكومية.» تعد جويس إبستاين (Joyce Epstein)، مدير المركز المعني بشراكة المدرسة والأسرة والمجتمع باحثًا رائدًا في هذا المجال. في مقال لها عام 2005 في مجلة البحوث التربوية, لم تنشئ هي وزميلها ستيفن شيلدون (Steven Sheldon) فقط هذا الارتباط من خلال جمع البيانات والتحليل بين شراكات المدرسة والأسرة والمجتمع وتحسين درجة حضور الطالب وإنما وضعا أنشطة عديدة لتقليل الغياب المتكرر. كان إنشاء قنوات للتواصل بين المدارس والآباء وورش العمل المتوفرة للآباء وبرامج ما بعد اليوم الدراسي للطلاب من ضمن أفضل الممارسات التي استغلها النموذج التعليمي للمدارس المجتمعية.

## السياسة
يقدم برنامج منح المدارس المجتمعية مكتملة الخدمات، وهو جزء من تعديل قانون التعليم الابتدائي والثانوي لعام 1965، منحًا من وزارة التعليم بهدف تمويل إنشاء أو توسيع مدرسة مجتمعية واحدة أو أكثر. تقدم المنح سنويًا وتقدر بقيمة تتراوح بين 275000 – 500000 دولار سنويًا. ويجب أن يكون المتقدمون جزءًا من الاتحاد المتكون من الوكالة التعليمية المحلية ومنظمة مجتمعية واحدة أو أكثر أو منظمات غير ربحية أو كيانات عامة أو خاصة.